# Тулсидас
Ту́лсида́с (Госва́ми Ту́лсида́с) или Ту́лси Дас (1532, Сорон, ныне штат Уттар-Прадеш — 1624, Варанаси) — индийский поэт и философ. Писал на хинди, на диалектах авадхи и брадж. Современную ему жизнь Тулсидас рисовал в символических картинах «века зла» с его нищетой, беззаконием. В религиозном отношении был приверженцем движения рамаитского бхакти. Основал храм обезьяньего бога Ханумана в Варанаси.

## Произведения

### Поэмы
- «Рамачаритаманаса» («Море подвигов Рамы») — около 1575. Эта многосюжетная поэма отразила взгляды Тулсидаса на идеальное общественное устройство, а также идеи бхакти. В её основе — сюжет классической эпопеи «Рамаяна». Ещё при жизни Тулсидас почитался как реинкарнация Вальмики, древнего составителя «Рамаяны».
- «Шри Ханумана Чалиса» — короткая поэма-молитва, посвященная Хануману — верному другу и слуге Рамы.

### Сборники
- «Песнопения» (около 1570)
- «Песнопения о Кришне» (около 1570)
- «Гирлянда двустиший» (1583)
- «Собрание гимнов»
- «Хвала богине Парвати» (1586)
- «Хвала Сите» (1586)
- «Гирлянда стихов» (1612—14).

## Изданные сочинения
- Тулси Дас. Рамаяна, или Рамачаритаманаса. Море подвигов Рамы / Пер. с инд. (хинди), комм. и вступ. ст. акад. А. П. Баранникова. — М.; Л.: Изд-во АН СССР, Институт востоковедения, 1948. — 968 с. — 1500 экз.
- Тулси-грант-хавали, т. 1—3, Варанаси, 1923.
- Тулси-муктавали, Рамбан, 1944.

## Издания по-русски
Русские переводы, кроме упомянутого: Тулси Дас. Рамаяна или Рамачаритаманаса. М.1948, это и публикация стихов Тулсидаса в рамках Библиотеки всемирной литературы, том 16, Классическая поэзия Индии, Китая, Коре и, Вьетнама, Японии (в переводе С. Северцева), и переводы Юрия Ключникова (1983).

### Произведения Тулсидаса
- Шри Ханумана-чалиса — пер. М. Мейстера
- Шри Хануман Чалиса (недоступная ссылка) — пер. М. Демченко
- Ramcharitmanas: Avadhi and Romanised text with translation by Gita Press, Gorakhpur
- Ramcharitmanas : रामचरितमानस (текст на хинди, гуджарати; аудио)
- Ramayana Tulasi Ramayana
- The Rámáyana of Tulsi Dás (1914) (Английский перевод) (англ.)

### О Тулсидасе
- Greaves E. Notes on the grammar of the Ramayan of Tulsi Das. (1895) (англ.)